# بخش تامپسون، شهرستان گیگا، اوهایو
بخش تامپسون (به انگلیسی: Thompson Township) یک منطقهٔ مسکونی در ایالات متحده آمریکا است که در شهرستان جی‌آگو، اوهایو واقع شده‌است.
 بخش تامپسون ۶۶٫۵ کیلومتر مربع مساحت و ۲٬۲۶۹ نفر جمعیت دارد و ۳۸۱ متر بالاتر از سطح دریا واقع شده‌است.